# Kreisgericht Deutsch-Crone
Das Kreisgericht Deutsch-Crone war ein preußisches Kreisgericht in der damaligen Provinz Preußen mit Sitz in der Stadt Deutsch-Crone.

## Geschichte
In Bezirk des Kreisgerichts Deutsch-Crone bestanden bis 1849 das königliche Land- und Stadtgericht Deutsch Krone sowie viele Patrimonialgerichte.
1849 wurden in Preußen einheitlich Kreisgerichte geschaffen. Hierbei wurde die Patrimonialgerichtsbarkeit abgeschafft und die Patrimonialgerichte wurden aufgehoben. Auch die eingangs genannten Gerichte wurden aufgehoben und es entstand das Königliche Kreisgericht Deutsch-Crone im Sprengel des Appellationsgerichts Marienwerder. Es war für den Kreis Deutsch Krone zuständig.
Das Gericht war Schwurgericht für die Kreisgerichte Deutsch-Krone und Kreisgericht Flatow. Am Gericht waren 1870 ein Direktor und acht Kreisrichter eingesetzt. 1870 betrug die Zahl der Gerichtseingesessenen 64.025. Gerichtskommissionen wurden in Märkisch-Friedland, Jastrow und Schloppe eingerichtet. Gerichtstage wurden in Tütz gehalten.
Im Rahmen der Reichsjustizgesetze wurde das Gerichtswesen in Deutschland 1879 vereinheitlicht. Damit wurde das Kreisgericht Deutsch-Crone aufgehoben und das königlich preußische Amtsgericht Deutsch Krone mit Wirkung zum 1. Oktober 1879 als eines von 13 Amtsgerichten im Bezirk des Landgerichtes Schneidemühl als Nachfolger gebildet. Auch die Gerichtskommissionen wurden in Amtsgerichte (Amtsgericht Märkisch Friedland, Amtsgericht Jastrow und Amtsgericht Schloppe) umgewandelt.